# Maculinea agenjoi
Maculinea agenjoi är en fjärilsart som beskrevs av Vilarrubia 1950. Maculinea agenjoi ingår i släktet Maculinea och familjen juvelvingar. Inga underarter finns listade i Catalogue of Life.